# پانی هاتید
پانی هاتید
شهر پانی هاتید (به انگلیسی: Panihati) با جمعیت ۴۱۰٫۱۴۳ نفر در ایالت بنگال غربی در کشور هند واقع شده‌است.